# Belosynapsis ciliata
Belosynapsis ciliata är en himmelsblomsväxtart som först beskrevs av Carl Ludwig von Blume, och fick sitt nu gällande namn av Rolla Seshagiri Rao. Belosynapsis ciliata ingår i släktet Belosynapsis och familjen himmelsblomsväxter. Inga underarter finns listade.